# Severstal' Čerepovec
Il Severstal' Čerepovec (russo: Северсталь Череповец) è una squadra di hockey su ghiaccio russa, con sede nella città di Čerepovec. Fu fondata nel 1956 e milita nel massimo campionato russo, la Kontinental Hockey League.

## Storia
Fondata nel 1956 in origine la squadra si chiamava Stroitel' Čerepovec. Successivamente nel 1959 la squadra assunse la denominazione di Metallurg Čerepovec dato lo sviluppo delle attività minerarie della regione. Durante l'era sovietica il Metallurg giocò nelle divisioni inferiori del campionato di hockey.
Dopo lo scioglimento dell'URSS negli anni 1990 la squadra visse un momento di grande sviluppo grazie agli investimenti del gruppo siderurgico Severstal', al punto da potersi iscrivere alla prima edizione del Campionato della Comunità degli Stati Indipendenti. Nel 1994 la squadra assunse il suo nome attuale dopo l'acquisizione da parte proprio della Severstal'. Il risultato principale nella storia del Severstal' risale alla stagione 2002-2003 quando raggiunsero la finale della Superliga, per poi essere sconfitti dalla Lokomotiv Jaroslavl'. Dal 2008 la formazione milita nella Kontinental Hockey League.

## Palmarès

### Competizioni internazionali
- Pajulahti Cup: 2

2000, 2006